# Lykå Len
Lykå Len var i dansketiden et len i det østlige Blekinge, som 1601 skiftede navn til Christianopel Len.

## Høvedsmændoglensmændtil Lykå
| - 1449 Claus Nielsen Sparre - 1452 erobret af svenskerne - 1454 Birger Trolle (svensk) - 1458 Fru Karine (Claus Nielsen Sparres enke) - Niels Clausen Sparre, hævdede 1501 at hans pant var ham frataget af Christian 1. - 1469-1486 Eggert Krummedige - 1489 Robert Lavesen Rudbek - 1495 Laurens Knob | - 1498 Jacob Jepsen Ravensberg, domprovst i Lund - 1513-1517 Peder Ugerup - 1517-1524 Aage Brade - 1524-1525 Hans Skovgaard - 1525-1526 Søren Norby - 1526-1540 Movrids Olsen Krognos - 1540 Axel Ugerup (død 1540) - 1540-1545 Gregers Ulfstand | - 1545-1546 Kristoffer Galle - 1546-1560 Ebbe Knudsen Ulfeldt - 1560-1561 Jens Brade - 1561-1564 Knud Hardenberg - 1568-1575 under Sølvitsborg - 1575-1578 Hak Ulfstand - 1578-1589 Johan Urne - 1589-1601 Knud Grubbe |

## Høvedsmændoglensmændtil Kristianopel
| - 1601-1604 Axel Gyldenstjerne til Lyngbygård - 1604-1610 Mogens Ulfeld til Selsø - 1610-1612 Jens Sparre til Vinderup og Sparresholm - 1612-1625 Falk Lykke til Skovgård | - 1625-1632 Malte Jul til Villestrup - 1632-1633 Henrik Gyldenstjerne til Svanholm - 1633-1642 Erik Krabbe til Vejbyvad - 1642-1646 Henrik Belov til Spøttrup | - 1646-1648 Niels Krabbe til Skjellinge - 1648-1651 Axel Urup til Beltebjerg - 1651-1658 Jakob Grubbe til Røgle |